# Charles Chardin
Pour les articles homonymes, voir Chardin.
Charles Étienne Chardin (Troarn, 15 janvier 1850 - Saint-Robert (Corrèze), 17 mars 1930) est l'inventeur d'une technique d'électrothérapie, la méthode E.C.V. (électro-cinésique vasculaire). Celle-ci est supposée agir sur la circulation du sang, la lymphe, le protoplasme et les muscles des vaisseaux par l'application d'une tension électrique entre différentes régions du corps, et ainsi guérir les maladies.

## Principe de la méthode
À partir des années 1850, les appareils d'électrothérapie suscitent un véritable engouement auprès des praticiens et des amateurs. Des hommes de science enthousiastes et des charlatans expérimentent des protocoles d'électrisation que nous jugerions aujourd'hui plus ou moins farfelus, et se font fort d'obtenir des guérisons miraculeuses. 
Selon Charles Chardin, toutes les maladies peuvent s'expliquer par des perturbations de la circulation sanguine, et se soignent aisément par une application d'électricité adaptée à la sensibilité du sujet, sans limitation de durée aucune. Sa devise : "Une seule maladie, un seul traitement". Contrairement à d'autres méthodes d'électrothérapie, basées par exemple sur l'application de chocs électriques ou de forts courants, celle de Chardin nécessite des courants très faibles : "Le courant électrique qui commande à notre organisme est si faible qu'il échappe, ou à peu près, à nos investigations. C'est donc une folie de venir à son aide avec des courants puissants."
Pour appuyer sa thèse, il se réclame de Galvani et de ses célèbres expériences réalisées sur les muscles de grenouille à la fin du XVIIIe siècle.
Sa méthode, selon lui, est susceptible de guérir toute maladie, en évitant la prise de toute autre médecine. En outre, il s'oppose violemment à tout acte chirurgical : "Le bistouri devrait être, en un mot, banni de la médecine."
Marié à Saint-Robert le 29 mai 1875 avec Marguerite Boudy, il y meurt le 17 mars 1930.

## Mise en œuvre et résultats attendus

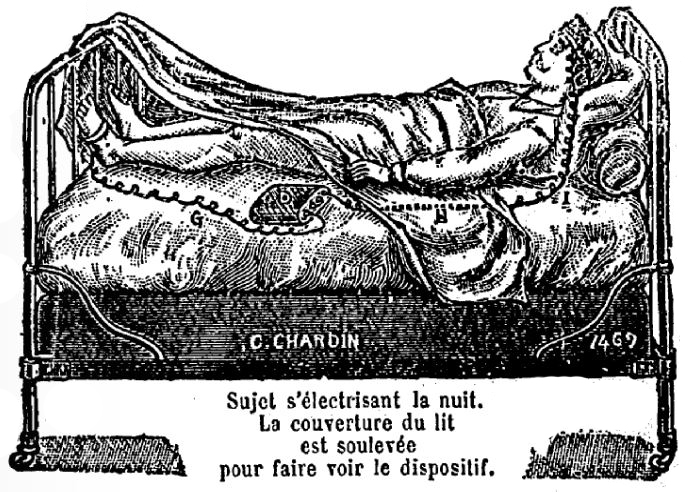
Gravure de frontispice d'un traité de Charles Chardin (1917), montrant l'appareil, au centre, relié par l'intermédiaire de fils à deux électrodes placées respectivement sur un pied et sur la tête du patient. Les électrodes sont maintenues par des ceintures de caoutchouc.

L'appareil d'électrothérapie de Chardin est constitué d'un générateur de courant comportant plusieurs bornes, et d'électrodes reliées par des fils métalliques à deux de ces bornes. Une première électrode est placée à la tête du patient, et une seconde à la région affectée. Par commodité, elles sont de dimensions variables pour s'adapter à la zone traitée. Le courant, fourni par une pile, est continu, et d'une intensité de "2 à 3 quarantièmes de milliampères", ajustée selon la sensibilité du sujet en choisissant les bornes adéquates. La durée recommandée pour le traitement est de 6 à 10 heures par nuit.
Aux patients qui suivent sa méthode, Chardin promet monts et merveilles : guérison de la paralysie et de l'épilepsie, réparation des lésions musculaires après un effort, traitement des états grippaux, des flatulences, de l'asthme, des fièvres, des règles douloureuses, des tumeurs, des cancers, de la gangrène, de l'anémie, de l'obésité, etc.
Pendant plusieurs années, Chardin va compiler scrupuleusement les témoignages des adeptes de sa méthode, et en publie des extraits choisis dans les différentes versions de ses traités. Il y dénigre systématiquement ses détracteurs et tourne en dérision la médecine "classique". Pour diffuser ses produits, il organise de nombreux envois à des membres du corps médical. Le large recours à la publicité et l'irréfutabilité des résultats présentés en signent la valeur non scientifique. Laissons la parole à un contemporain de Chardin : 
"Quel que soit mon amour de la vérité, il m'est particulièrement pénible d'aller la chercher auprès de bluffeurs et de charlatans. Les diverses circulaires que vous m'avez envoyées, depuis plus de dix ans, ne sauraient laisser de doute à cet égard. Les citations élogieuses que vous transcrivez sur vos catalogues et portraitures vous rendent tout bonnement grotesque (...). Je suppose fort qu'il vous serait facile, d'ailleurs, de faire la contrepartie par des lettres moins flatteuses. Je ne suis pas surpris que votre façon d'agir ne vous ait, à côté de quelques sympathies, concilié aussi beaucoup d'animosité". 

## Utilisations
Plusieurs modèles (A-17, A-29, B-8, B-121, etc.), qui suivent le progrès des piles (d'abord piles bouteilles, puis piles sèches de plus en plus compactes), seront commercialisés par Chardin. Un des premiers coffrets qu'il met en vente est repris des inventeurs Legendre et Morin qui, dès 1855, en réalisent en petite série. Chardin changera la pile utilisée, qui dégage des vapeurs nocives, par une pile en céramique au bichromate de potassium : son entretien facile fera le succès du modèle pendant plusieurs décennies, ainsi que celui de ses variantes comme l'A-17. Plus tardif, le modèle B-121 comporte une batterie constituée de six piles sèches, qui lui confère une autonomie de 2 000 heures. Ce modèle, sous forme de trousse aux dimensions réduites, sera présenté par Chardin comme "le cabinet type le plus complet du médecin électricien" : il revendique plus de 20 000 malades traités en 1919. L'appareil sera notamment utilisé pour soigner des soldats au cours de la Première Guerre mondiale, et traiter des séquelles de blessures, comme l'indiquerait par exemple ce témoignage :
"Un jeune soldat totalement perdu après une double opération du trépan - Un deuxième touché dans les nerfs de la région cervicale par une balle Mauser. Tous deux présentent de grandes améliorations avec votre système." (E.S., ambulance militaire de P... (Loire-Inférieure))
En 1918, le service d'aviation aurait soumis ses sujets à un traitement préventif.

Appareil A-17 à pile bouteille (commercialisation 1872-1914)
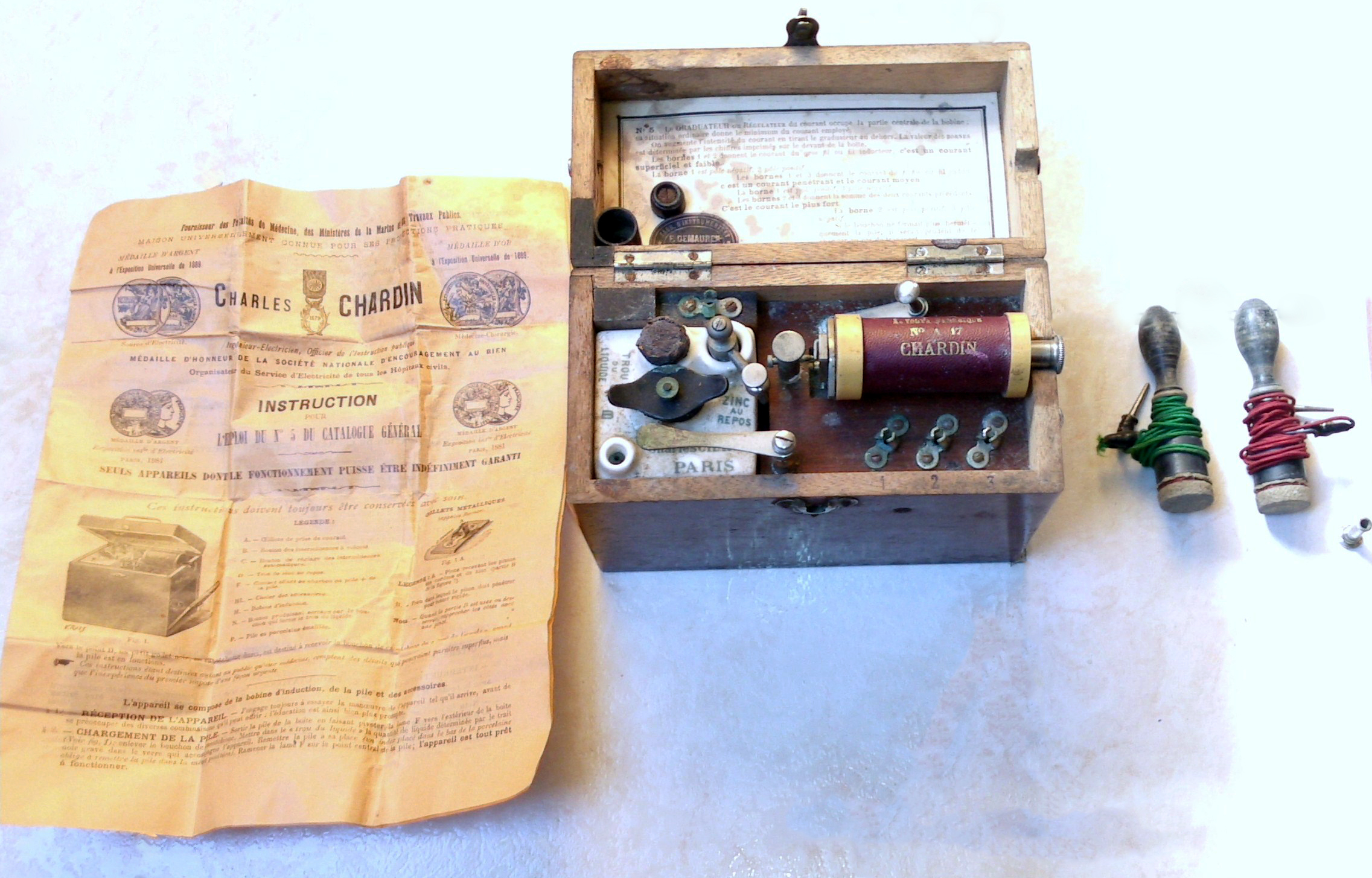
Appareil d'électrothérapie A-17 et sa notice originale (gauche) avec les deux électrodes (à droite).
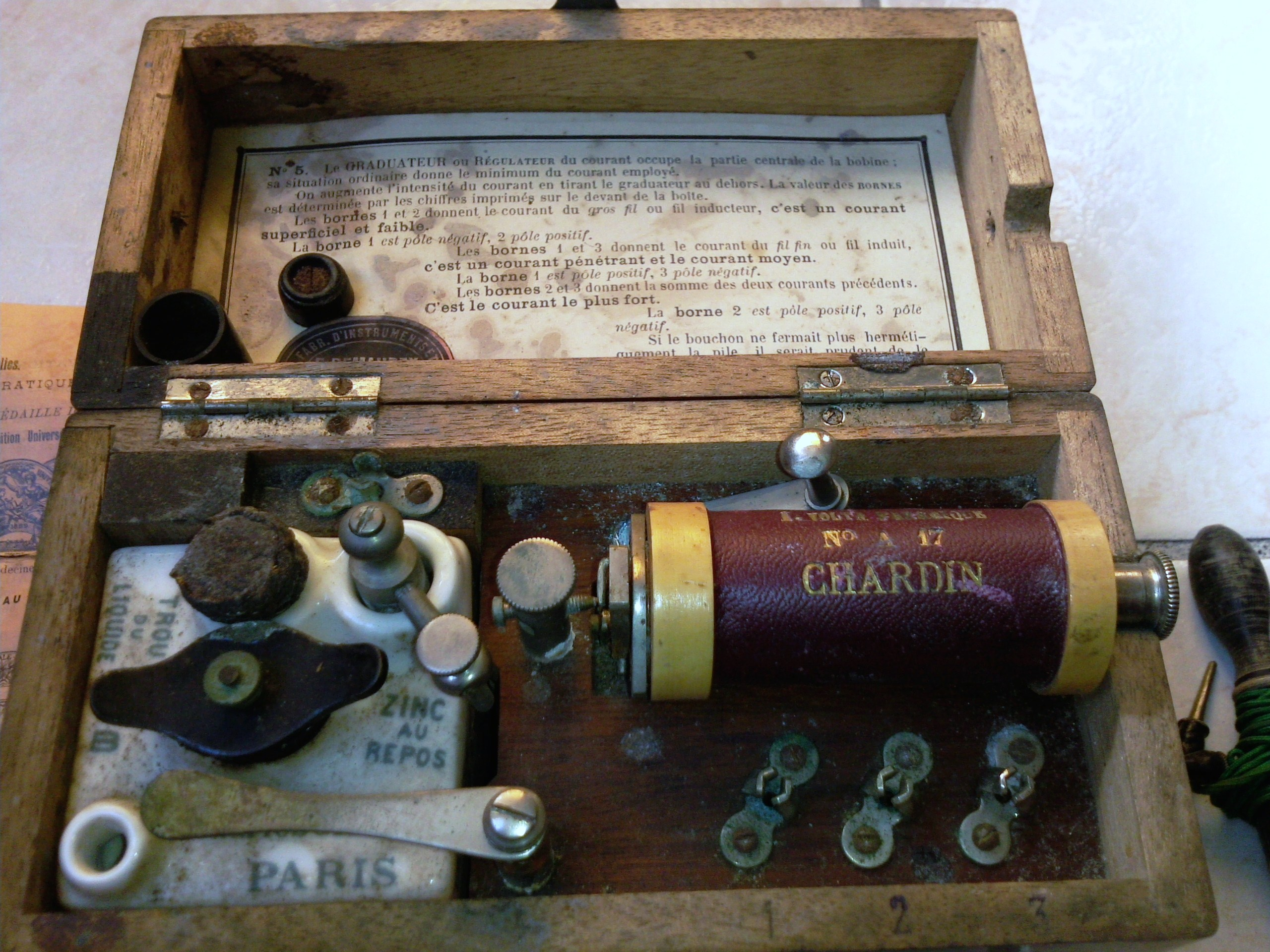
Vue de la pile, d'une bobine permettant de régler l'intensité du courant (voir les explications d'un système similaire sur ce site) et des trois bornes.

Appareil B-121 et branchements (version années 1910)
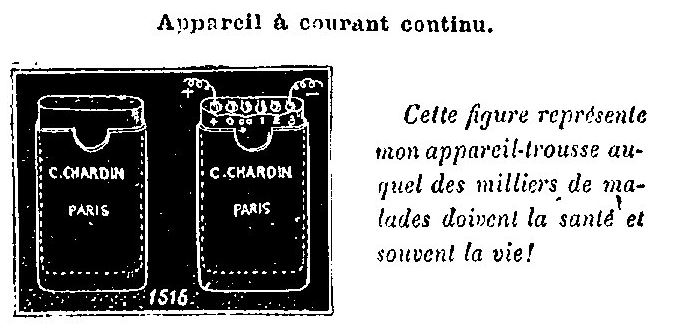
Gravure représentant le branchement des électrodes sur l'appareil délivrant le courant.
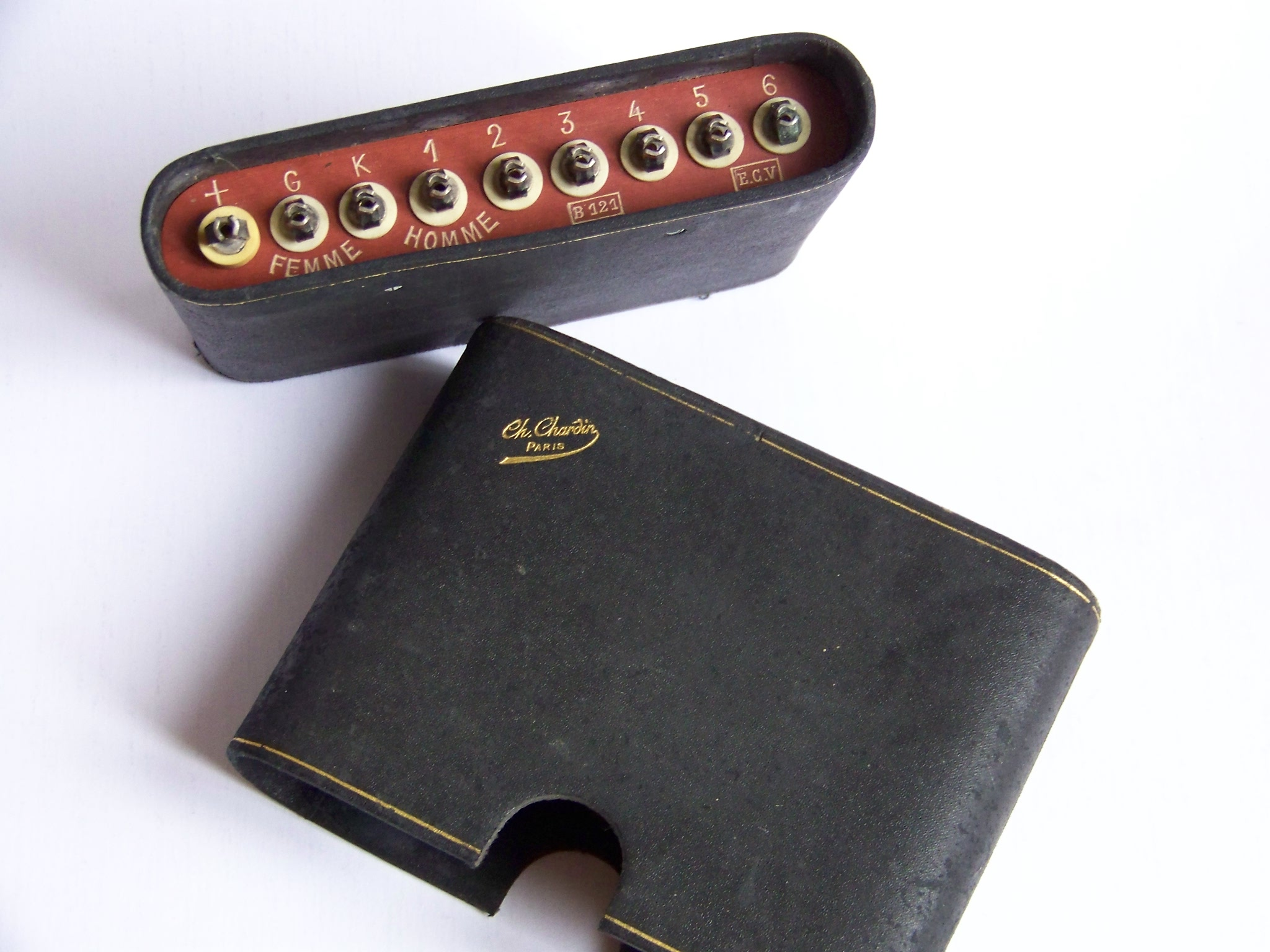
Version trousse de poche de l'appareil (modèle B121). Elle a notamment été utilisée au cours de la Première guerre mondiale.

## Œuvres (liste partielle)[13]
- Instruction pour le N° B 121 trousse de poche adjuvante du principe E.C.V., Établissements Charles Chardin, 1904. Référence Google Book.
- Précis d'électricité médicale, ramenant tous les principes de l'électrothérapie en un seul servant de base à la méthode spéciale dite électro-cinésique vasculaire, édition C. Chardin, 1909. Disponible en ligne sur Gallica.
- Précis d'électricité médicale exposant le principe et la méthode électro-cinésique vasculaire, édition C. Chardin, 1917. Disponible en ligne sur Gallica.
- Dictionnaire électrothérapeutique 1912-1916, édition C. Chardin, 1916.